# A History of Horror
A History of Horror, también titulada A History of Horror with Mark Gatiss, es una serie de televisión documental de 2010 emitida por la BBC y presentada por el actor Mark Gatiss. La serie, que consta de tres episodios, presenta una historia del cine de terror entre las décadas de 1930 y 1970. En la serie se muestran entrevistas de personas ligadas al género del terror, como los directores John Carpenter, Roger Corman, Tobe Hooper y George A. Romero, y los actores David Warner, Barbara Steele y Barbara Shelley.

## Episodios

### Frankenstein Goes To Hollywood
En el primer episodio, Gatiss explora las películas de terror producidas durante las primeras décadas del siglo XX, especialmente las que hizo Universal Pictures durante los años 1930 y 1940. Entre las cintas examinadas están The Phantom of the Opera (1925), Dracula (1931), Frankenstein (1931) y Son of Frankenstein (1939).
Entre los entrevistados se encuentran John Carpenter, Sara Karloff, Gloria Stuart, Carla Laemmle, Donnie Dunagan y Sheila Wynn.

### Home Counties Horror
El segundo episodio se centra en las películas de terror británicas, especialmente las que Hammer Productions hizo durante los años 1950 y 1960. Gatiss examina las franquicias de Drácula y Frankenstein producidas por el estudio, las que hicieron famosos a los actores Peter Cushing y Christopher Lee. Además, Gatiss explora un subgénero del cine de terror británico, denominado "folk horror", representado por las películas Witchfinder General (1968), Blood on Satan's Claw (1970) y The Wicker Man (1973).
El episodio incluye entrevistas con el escritor y productor Anthony Hinds,el escritor y director Jimmy Sangster, el director Roy Ward Baker, la actriz Barbara Steele, el director y productor Roger Corman, el director Piers Haggard, John Carpenter  y los actores Barbara Shelley y David Warner. También hay una entrevista realizada años atrás a Peter Cushing y Vincent Price.

### The American Scream
En el tercer y último episodio, Gatiss examina las películas de terror estadounidense de los años 1960 y 1970, incluyendo La noche de los muertos vivientes (1968) y The Texas Chain Saw Massacre (1974). Además de comentar el surgimiento del subgénero slasher, Gatiss explora otro de los temas que surgió durante aquellos años, el satanismo y las posesiones demoníacas, reflejados en cintas como Rosemary's Baby (1968), El exorcista (1973) y La profecía (1976).
El episodio incluye entrevistas con el escritor David Seltzer y con los directores Tobe Hooper y George A. Romero. Otros entrevistados son David Warner, Barbara Steele y John Carpenter.